# 27 février 1967
Le lundi 27 février 1967 est le 58e jour de l'année 1967.

## Naissances
- Dănuț Lupu, footballeur roumain
- Dallas Eakins, hockeyeur sur glace américain
- Dmitrij Popov, joueur de football russe
- Jonathan Ive, designer britannique
- Pascal Popelin, homme politique français
- Patrick Stoof, acteur, metteur en scène et parolier néerlandais.
- Robert Kron, joueur de hockey sur glace tchèque
- Volkan Konak, chanteur turc

## Décès
- Frankie Lymon (né le 30 septembre 1942), chanteur de rock doo-wop
- Wolfgang Kittel (né le 16 janvier 1898), joueur de hockey sur glace allemand

## Événements
- Sortie du single At the Zoo de Simon et Garfunkel
- Création du drapeau d'Antigua-et-Barbuda
- Sortie du film yougoslave Le Réveil des rats
- Création de l'état associé de Saint-Christophe-et-Niévès